# 坂田奈央
坂田 奈央（さかた なお）は日本のアナウンサー。
愛知県 名古屋市 天白区出身。

## 略歴・人物
- 愛知県立天白高等学校,名古屋市立大学卒業。
- naws名古屋アナウンスワークショップ出身[2]。
- テレビ朝日アスク出身[3]。
- 2019年4月からNHK岐阜放送局で夕方のニュースでリポーターを担当。
- 趣味は、海外旅行、英語の勉強、スポーツ観戦、サウナ、ゲーム[4]である。

## 担当番組
- ガッツナイター（東海ラジオ）
- エフエム愛知リポーター
- メ〜テレNEWS（メ～テレ）
- チャント!（CBCテレビ）
- はちまるご（テレビ愛知）[5]
- 「みよしTODAY」キャスター（ひまわりネットワーク）

## 過去の担当番組

### NHK岐阜放送局
- まるっと!ぎふ
- みのひだ情報局
- ぎふスペシャル
- FM650ニュース
- NHK全国音楽コンクール

### NHK名古屋放送局
- ウィークエンド中部 （NHK名古屋放送局）
- さらさらサラダ
- 夕刊ゴジらじ
- おはよう東海
- まるっと!
- 東海ピックアップ [6]